# Wolves (Candlebox)
Wolves è il settimo album in studio del gruppo musicale statunitense Candlebox, pubblicato nel 2021.

## Tracce
1. All Down Hill From Here – 4:39
2. Let Me Down Easy – 3:15
3. Riptide – 5:28
4. Sunshine – 4:59
5. My Weakness – 4:35
6. We – 5:34
7. Nothing Left to Lose – 3:16
8. Lost Angeline – 4:59
9. Trip – 4:26
10. Don't Count Me Out – 5:05
11. Criminals – 5:34

## Formazione
- Dave Krusen – batteria
- Adam Kury – basso
- Kevin Martin – voce
- Brian Quinn – chitarra
- Island Styles – chitarra